# Yellow & Green
Yellow & Green – trzeci album studyjny amerykańskiego zespołu muzycznego Baroness. Wydawnictwo ukazało się 16 lipca 2012 roku nakładem wytwórni muzycznej Relapse Records. Nagrania zostały zarejestrowane pomiędzy listopadem a grudniem 2011 roku w Water Music Studio oraz Elmwood Studios we współpracy z producentem muzycznym Johnem Congletonem.

## Lista utworów
Opracowano na podstawie materiału źródłowego.
| CD 1 | CD 1                                  | CD 1    |
| Nr   | Tytuł utworu                          | Długość |
| ---- | ------------------------------------- | ------- |
| 1.   | „Yellow Theme” (utwór instrumentalny) | 01:44   |
| 2.   | „Take My Bones Away”                  | 04:59   |
| 3.   | „March to the Sea”                    | 03:11   |
| 4.   | „Little Things”                       | 05:03   |
| 5.   | „Twinkler”                            | 03:16   |
| 6.   | „Cocainium”                           | 05:08   |
| 7.   | „Back Where I Belong”                 | 06:15   |
| 8.   | „Sea Lungs”                           | 03:21   |
| 9.   | „Eula”                                | 06:47   |
|      |                                       | 39:44   |

| CD 2 | CD 2                                                  | CD 2    |
| Nr   | Tytuł utworu                                          | Długość |
| ---- | ----------------------------------------------------- | ------- |
| 1.   | „Green Theme” (utwór instrumentalny)                  | 04:22   |
| 2.   | „Board Up the House”                                  | 04:33   |
| 3.   | „Mtns. (The Crown & Anchor)”                          | 04:17   |
| 4.   | „Foolsong”                                            | 02:57   |
| 5.   | „Collapse”                                            | 03:51   |
| 6.   | „Psalms Alive”                                        | 04:08   |
| 7.   | „Stretchmarker” (utwór instrumentalny)                | 03:23   |
| 8.   | „The Line Between”                                    | 05:02   |
| 9.   | „If I Forget Thee, Lowcountry” (utwór instrumentalny) | 02:42   |
|      |                                                       | 35:15   |

## Twórcy
Opracowano na podstawie materiału źródłowego.
| Zespół Baroness w składzie - John Dyer Baizley – śpiew, gitara, gitara basowa, instrumenty klawiszowe - Allen Blickle – perkusja, instrumenty perkusyjne, instrumenty klawiszowe - Pete Adams – gitara, śpiew | Inni - Alan Douches – mastering - Sean Kelly – inżynieria dźwięku - John Congleton – produkcja muzyczna, inżynieria dźwięku, miksowanie - Demon Drums, John Colangelo – obsługa techniczna - Paul Romano – oprawa graficzna |

## Listy sprzedaży
| Lista                        | Kraj              | Pozycja |
| ---------------------------- | ----------------- | ------- |
| Billboard 200                | Stany Zjednoczone | 30      |
| Billboard Independent Albums | Stany Zjednoczone | 8       |
| Billboard Hard Rock Albums   | Stany Zjednoczone | 6       |
| Billboard Top Rock Albums    | Stany Zjednoczone | 8       |
| Billboard Top Album Sales    | Stany Zjednoczone | 30      |
| Billboard Tastemaker Albums  | Stany Zjednoczone | 3       |